# 切希紐夫卡河
50°40′52″N 21°47′54″E / 50.68111°N 21.79833°E

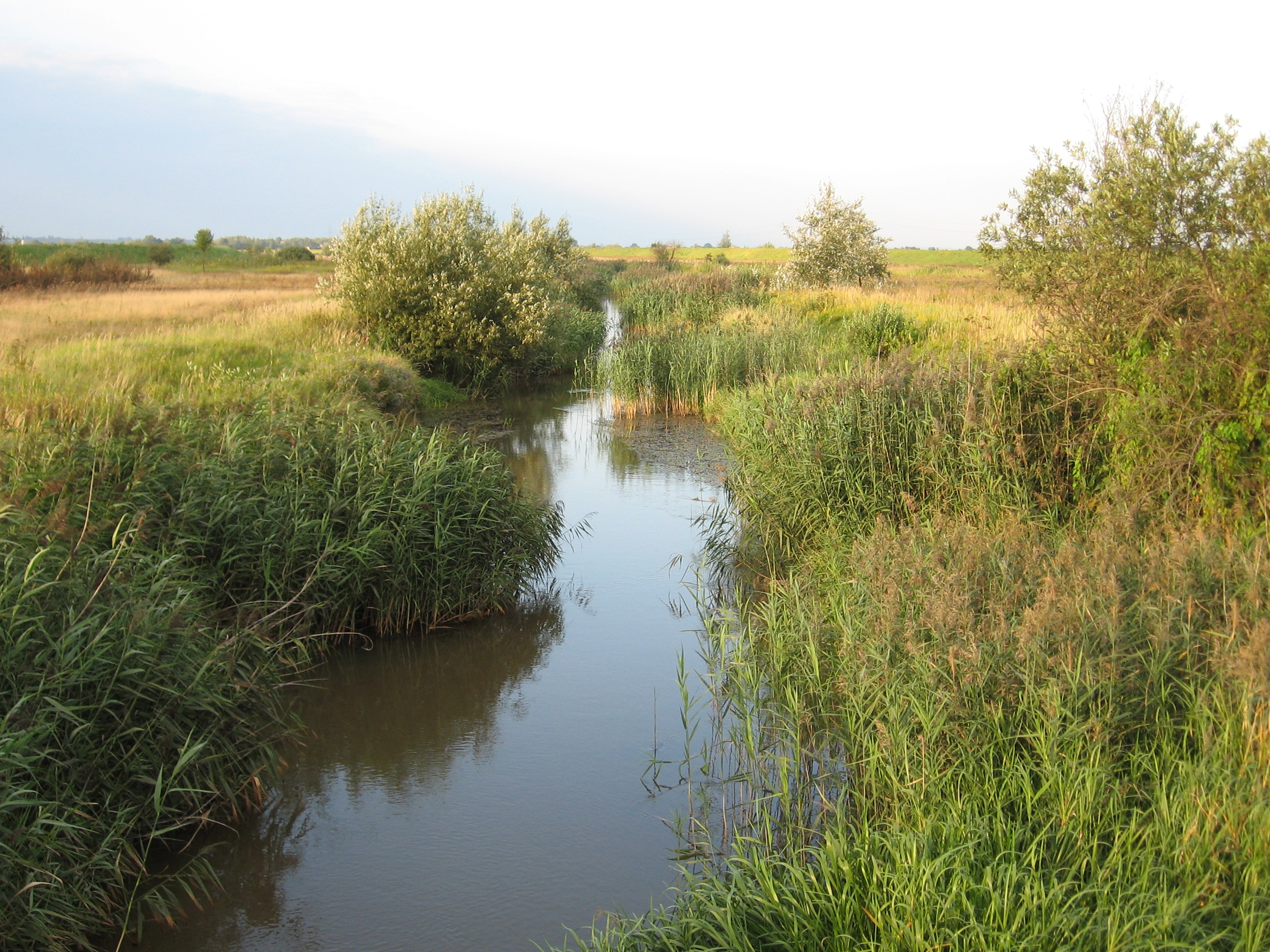

切希紐夫卡河是波蘭的河流，位於該國中部，流經聖十字省和喀爾巴阡山省，屬於維斯瓦河的右支流，河道全長57公里，流域面積570平方公里，河口處在桑多梅日。